# Horton Hears a Who!
Horton Hears a Who! (Brasil: Horton e o Mundo dos Quem / Portugal: Horton e o Mundo dos Quem!) é um filme de animação estadunidense, de 2008, baseado no livro de mesmo nome criado por Dr. Seuss, que também escreveu a história do Grinch. O filme contou com a direção de Jimmy Hayward e Steve Martino em suas estreias na direção de longas-metragens, e com as vozes dos atores Jim Carrey e Steve Carell na versão original. Foi a quarta adaptação do livro após o especial de televisão dirigido por Chuck Jones de 1970, um curta de animação soviético de 1987 e um curta de animação russo de 1992.
O filme foi um sucesso de bilheterias e críticas, e foi indicado ao Globo de Ouro de melhor animação. O filme foi lançado nos cinemas em 14 de março de 2008 com críticas geralmente positivas e arrecadou US$ 299 milhões com um orçamento de US$ 85 milhões. Horton Hears a Who! foi a terceira adaptação cinematográfica de um livro do Dr. Seuss, a primeira em animação digital, a única com recepção positiva e a segunda com Jim Carrey, depois de O Grinch (2000). 

## Sinopse
O elefante Horton é um professor muito imaginativo, e por isso é querido pelos filhotes dos animais da Selva de Nool, que se divertem com suas histórias. No entanto, isso causa desconfiança em algumas mães, principalmente a ardilosa e super protetora Canguru, que acha que Horton está corrompendo as mentes dos pequenos.
Certo dia, Horton, enquanto estava em mais uma de suas aventuras com as crianças, ouve um pequeno barulho perto dele, vindo de um lugar onde ninguém poderia imaginar: um grão. Depois de muito esforço, ele consegue colocar o pequeno objeto numa flor. Espantado e ao mesmo tempo curioso, ele decide verificar se realmente existe vida dentro daquilo, e começa a conversar com o grão. A Canguru, achando que Horton está maluco, tenta convencê-lo de que aquilo não passava de um simples grãozinho, e que não podia existir alguém tão minúsculo que pudesse viver ali. Ela disse isso porque não conseguia ouvir o pequeno barulho que vinha de lá. Porém, Horton não quis dar ouvidos a ela, e então teve uma ideia: como o ouvido daquela "criaturinha" deveria ser minúsculo, se ele falasse mais alto com ela, talvez esta poderia ouvi-lo. Ao testar esta teoria, ele descobre que estava certo: consegue fazer contato com alguém. Seu nome é Ned, e é o prefeito da cidade que fica dentro do grão, chamada Quemlândia, onde todos os habitantes eram chamados de Quem. Horton fica maravilhado, pois realmente havia vida naquele pequeno objeto, e então decide ajudá-los. Ele poderia colocá-los em segurança no alto da montanha de Nool, onde havia uma flor, uma vez que a própria selva não seria um local apropriado para um grãozinho, que poderia facilmente ser devorado pelos animais estranhos que moram ali.
Horton decide contar às crianças sobre o mundo que havia naquele grão. Estas, tomadas pela imaginação, decidem copiá-lo, pegando flores semelhantes àquela que o elefante segurava e inventando seus próprios mundos dentro delas. No entanto, tal atitude não é bem vista pela Canguru, que acha que os pequenos ainda estão sendo levados pelos aparentes ''maus caminhos'' traçados por Horton. Então, mais uma vez ela tenta convencer o elefante de que aquele grão não era um mundo onde pequenas criaturas viviam, e pede para ele parar de colocar pensamentos estranhos nas mentes das crianças. Além disso, também pede para que ele lhe dê a flor, a fim de livrá-lo daquela ''ilusão''. No entanto, Horton não a obedece, e ainda tenta, a todo custo, convencê-la de que naquele grão havia, realmente, um outro mundo.
A Canguru, percebendo a teimosia de Horton, decide mostrar para ele que não está de brincadeira, e então convoca vários animais da selva que também não concordam com o que o elefante está fazendo. Com a ajuda deles, ela planeja pegar Horton, prendê-lo e fazê-lo confessar que estava errado acerca do mundo dentro do grão, e que poderia estar corrompendo a mente das crianças. Além disso, ela está decidida a provar, de uma vez por todas, que aquele grãozinho não passa de um simples objeto, e por isso também planeja pegar aquela flor e destruí-la. Isso faz com que Horton tenha de enfrentar, nesta fantástica aventura, dois desafios: atravessar a extensa floresta, para finalmente encontrar a montanha e colocar os Quem em segurança, e fugir do plano da terrível Canguru e todos os animais aliados a ela.

## Elenco
| Personagem             | Original       | Brasil                                               | Portugal                 |
| ---------------------- | -------------- | ---------------------------------------------------- | ------------------------ |
| Horton                 | Jim Carrey     | Marco Ribeiro                                        | João Baião               |
| Prefeito de Quemlândia | Steve Carell   | Tom Cavalcante                                       | Manuel Marques           |
| Morton                 | Seth Rogen     | Alexandre Moreno                                     | Bruno Coelho             |
| Yummo                  | Dan Fogler     | Luiz Carlos Persy                                    | Paulo B.                 |
| Tommy                  | Jonah Hill     | Paulo Vignolo                                        | Simon Frankel            |
| Sally O'Malley         | Amy Poehler    | Priscila Amorim (diálogos) Sylvia Salustti (canções) | Paula Fonseca            |
| Vlad                   | Will Arnett    | Márcio Simões                                        | Vítor Norte              |
| Canguru                | Carol Burnett  | Miriam Ficher                                        | Inês Castel-Branco       |
| Narrador               | Charles Osgood | Isaac Bardavid                                       | Carlos Vieira de Almeida |

 Versão brasileira
- Estúdio: Delart (RJ)
- Mídia: Cinema / DVD / Blu-ray / TV Paga / Netflix

 Versão portuguesa
- Vozes: João Baião, Manuel Marques, Inês Castel-Branco, Vítor Norte, Fernando Luís, Paula Fonseca, Sandra de Castro, Bruno Coelho, Paulo B., Isabel Ribas, Sandra de Castro, Jasmim de Castro, Peter Michael, Simon Frankel, Cláudia Cadima, Carlos Vieira de Almeida[3]

## Produção
Após o fracasso comercial e de crítica do filme O Gato (2003), a viúva de Dr. Seuss, Audrey Geisel, ficou tão descontente com o filme que decidiu não permitir mais filmes em live-action baseados em seu trabalho. Em março de 2005, enquanto a Blue Sky Studios estava concluindo Robôs, o estúdio e o presidente da 20th Century Fox Animation, Chris Meledandri, procuraram Geisel para a obtenção dos direitos de Horton Hears a Who!.  O diretor de arte de Robôs, Steve Martino, juntamente com o consultor de história e diretor de cena adicional Jimmy Hayward, criaram um modelo do protagonista Horton e alguns testes de animação para mostrar suas ideias de design para Geisel, que finalmente concordou em "um acordo de sete dígitos" para o livro e seu predecessor, Horton Hatches the Egg. Cinco Paul e Ken Daurio foram então contratados para escrever o roteiro, a ser dirigido por Hayward e Martino com uma data de lançamento marcada para o início de 2008.
Geisel foi creditada como produtora supervisora e assistiu a produção de perto, e também deu aos diretores acesso total aos arquivos de seu falecido marido, incluindo seus esboços originais, esculturas em 3D, trabalho feito para o filme Os 5.000 Dedos do Dr. T. (1953), e até memorandos que Dr. Seuss trocou com Chuck Jones durante a produção do especial de TV de O Grinch.

## Trilha sonora
A trilha sonora do filme foi composta por John Powell. O álbum do filme foi lançado em 25 de março de 2008 pela Varèse Sarabande.  Perto do final do filme, o elenco se reúne e canta a música "Can't Fight This Feeling" de REO Speedwagon.

## Recepção

### Crítica especializada
No Rotten Tomatoes, 80% das 137 críticas foram positivas, com uma classificação média de 7/10. O consenso crítico do site diz: "Horton Hears a Who! é extravagante e comovente, e é uma rara adaptação do Dr. Seuss que permanece fiel ao espírito do material de origem.". No Metacritic, o filme tem uma pontuação média ponderada de 71 em 100 com base em 31 críticas, indicando "críticas geralmente favoráveis". O público consultado pelo CinemaScore deu uma nota "A−" em uma escala de "A+" a "F".
Kirk Honeycutt, do The Hollywood Reporter, chamou-o de "uma delícia, repleto de personagens coloridos e elásticos e inteligência abundante.".
John Anderson, da Variety, escreveu: "As verdadeiras estrelas do filme são os animadores, que imbuem até mesmo o crescimento excessivo na selva de Horton com um certo estilo de Seuss flexível.".

### Bilheteria
Nos Estados Unidos e Canadá, Horton Hears a Who! arrecadou US$ 154,5 milhões, com US$ 145 milhões em outros territórios, totalizando US$ 299,5 milhões mundialmente. 
Em seu fim de semana de estreia, o filme arrecadou US$ 45 milhões em 3.954 cinemas, com média de $ 11.384 por sala nos Estados Unidos e Canadá, e ocupando o primeiro lugar nas bilheterias. O filme também teve a maior abertura para um filme estrelado por Jim Carrey desde Bruce Todo-Poderoso, com o mesmo se aplicando a seu colega de elenco em ambos os filmes, Steve Carell.
O filme anteriormente teve o quarto maior fim de semana de estreia em março, atrás de A Era do Gelo, A Era do Gelo 2 e 300, e até 2015, ocupava o 13º lugar. Nos Estados Unidos e no Canadá, Horton Hears a Who! também foi o filme nº 1 em seu segundo fim de semana de lançamento, arrecadando US$ 25 milhões durante a Páscoa, em 3.961 cinemas e com média de $ 6.208 por local. Caiu para o segundo lugar em seu terceiro fim de semana, arrecadando US$ 17,8 milhões em 3.826 cinemas e com média de $ 4.637 por local. Nas bilheterias internacionais, permaneceu em primeiro lugar em sua terceira semana.

### Prêmios
| Prêmio               | Categoria                                                 | Nomeado | Resultado |
| -------------------- | --------------------------------------------------------- | --- | --------- |
| Prêmios Annie        | Efeitos de Animação                                       | Alen Lai | Indicado  |
| Prêmios Annie        | Animação de Personagem em Longa-metragem                  | Jeff Gabor | Indicado  |
| Prêmios Annie        | Desenho de Personagem em uma Produção de Longa-metragem   | Sang Jun Lee | Indicado  |
| Prêmios Annie        | Música em uma Produção de Longa-metragem                  | John Powell | Indicado  |
| Prêmios Annie        | Roteiro em uma Produção de Longa-metragem                 | Cinco Paul and Ken Daurio | Indicado  |
| ASCAP Awards         | Filmes de Maior Bilheteria                                | John Powell | Venceu    |
| Golden Trailer Award | Melhor Comercial de TV para um Filme de Animação/Familiar | Horton Hears a Who! | Indicado  |
| IFMCA Award          | Melhor Trilha Sonora para um Filme de Animação            | John Powell | Indicado  |
| Golden Reel Award    | Melhor Edição de Som                                      | Randy Thom (editor de som supervisor, sound designer) Dennis Leonard (editor de som supervisor) Jonathan Null (supervisor de edição de som/adr) Sue Fox (supervisor de edição de foley) Thomas A. Carlson (editor de música) Steve Slanec (editor de diálogo) Colette D. Dahanne (editor de som) Pete Horner (editor de efeitos sonoros) Kyrsten Mate (editor de efeitos sonoros) Mac Smith (editor de efeitos sonoros) Jeremy Bowker (editor de foley) Andrea Gard (editor de foley) Ronni Brown (artista de foley) Ellen Heuer (artista de foley) Dennie Thorpe (artista de foley) Jana Vance (artista de foley) | Indicado  |
| OFCS Award           | Melhor Filme de Animação                                  | Horton Hears a Who! | Indicado  |
| Prêmios Satellite    | Melhor filme de animação                                  | Horton Hears a Who! | Indicado  |
| Prêmios Satellite    | Melhor trilha sonora                                      | John Powell | Indicado  |
| Young Artist Awards  | Melhor artista de gravação juvenil feminino               | Selena Gomez, Shelby Adamowsky e Joey King | Indicado  |

## Mídia doméstica
Horton Hears a Who! foi lançado em DVD e Blu-ray em 9 de dezembro de 2008. Três versões do DVD foram lançadas: uma edição de disco único, uma edição especial de 2 discos e um conjunto de presente embalado com um Horton de pelúcia. Todas as três versões incluíam o curta-metragem de A Era do Gelo, Surviving Sid.

Nos Estados Unidos, o filme arrecadou US$ 77.630.768 em vendas de DVD e US$ 180.434 em vendas de Blu-ray, totalizando $ 77.811.202 em vendas de vídeo.